# قايدو غاتي
قايدو غاتي (بالإيطالية: Guido Carlo Gatti)‏ (و. 1938  م) هو لاعب كرة السلة، من إيطاليا، ولد في غوبيو، شارك في الألعاب الأولمبية الصيفية 1968، وبطولة كأس العالم لكرة السلة 1963، وألعاب البحر الأبيض المتوسط 1963، وبطولة أمم أوروبا لكرة السلة 1965، يلعب كلاعب هجوم صغير الجسم.

## روابط خارجية
- قايدو غاتي على موقع الاتحاد الدولي لكرة السلة (الإنجليزية)
- قايدو غاتي على موقع الاتحاد الدولي لكرة السلة (الإنجليزية)
- قايدو غاتي على موقع سبورتس رفرنس (الإنجليزية)
- قايدو غاتي على موقع أوليمبيديا (الإنجليزية)